# Jennifer Jason Leigh
Jennifer Jason Leigh, nata Jennifer Leigh Morrow (Los Angeles, 5 febbraio 1962), è un'attrice statunitense.
Grazie al suo ruolo nel film America oggi si è aggiudicata un Golden Globe e la Coppa Volpi alla Mostra del cinema di Venezia. Ha ottenuto nel 1995 una candidatura ai Golden Globe per la migliore attrice in un film drammatico per Mrs. Parker e il circolo vizioso. Ha debuttato alla regia nel 2001 insieme ad Alan Cumming con il film Anniversary Party, collaborando con il regista Charlie Kaufman nel 2008 in Synecdoche, New York e nel 2015 in Anomalisa. Ha ottenuto nuovamente il successo con il suo ruolo di Daisy Domergue nel western di Quentin Tarantino The Hateful Eight, grazie al quale riceve una candidatura ai Premi Oscar 2016 come miglior attrice non protagonista, ai Golden Globe per la migliore attrice non protagonista e ai premi BAFTA nella medesima categoria. 

## Biografia
Nata Jennifer Leigh Morrow nasce ad Hollywood, figlia dell'attore Vic Morrow e della sceneggiatrice Barbara Turner, è sempre stata a stretto contatto con il mondo del cinema, tanto che a soli quattordici anni inizia a frequentare i corsi di recitazione di Lee Strasberg. Diplomatasi a sedici anni inizia a lavorare in film per la televisione e serie tv, aggiungendo dopo il suo nome, Jason, in onore di Jason Robards, vecchio amico di famiglia.
Nel 1982, durante la lavorazione al film Ai confini della realtà, suo padre morì decapitato in seguito a un incidente con un elicottero. L'accusa principale fu mossa contro il regista John Landis, consapevole dei rischi fronteggiati da Vic Morrow e dai due bambini che recitavano con lui nella scena, entrambi deceduti nell'incidente. Landis venne assolto, mentre la Leigh e le sue sorelle si videro pagare un risarcimento.
Debutta sul grande schermo nel 1980 nel film Gli occhi dello sconosciuto, seguito da Fuori di testa del 1982 con Sean Penn. Tenta un'audizione per il ruolo che andrà a Linda Hamilton in Terminator di James Cameron, e prende parte al film Bulldozer, con Jamie Lee Curtis. Prosegue la sua carriera con titoli quali L'amore e il sangue, diretto da Paul Verhoeven, The Hitcher - La lunga strada della paura, accanto a Rutger Hauer e Urla di mezzanotte, diretto da Matthew Chapman.
Dopo il piccolo successo di Miami Blues, nel 1991 è nel cast di Fuoco assassino, di Ron Howard, e l'anno successivo lavora con Barbet Schroeder in un ruolo fra i più ricordati della sua carriera, quello della malvagia Hedra nel thriller Inserzione pericolosa, dove affianca Bridget Fonda. Per questo ruolo è premiata con un MTV Movie Award quale miglior antagonista. Nel 1993 con America oggi vince la Coppa Volpi assegnata all'intero cast e il Golden Globe nella medesima categoria. Con i fratelli Joel ed Ethan Coen realizza l'anno seguente Mister Hula Hoop, e per l'eclettico Alan Rudolph sarà Dorothy Parker nel film Mrs. Parker e il circolo vizioso, per il quale ottiene una candidatura al Golden Globe.
Con Georgia di Ulu Grosbard ottiene una candidatura all'Independent Spirit Award come migliore attrice protagonista. Susciterà alcune controversie la sua esclusione agli Oscar, per i quali viene invece candidata Mare Winningham, co-protagonista nel film. Successivamente è protagonista del film L'ultima eclissi, con Kathy Bates, per la regia di Taylor Hackford, trasposizione del romanzo Dolores Claiborne di Stephen King. Scelta da Stanley Kubrick per un ruolo nel film Eyes Wide Shut, viene richiamata dopo alcune settimane dal regista, insoddisfatto del girato, per filmare nuovamente le sue scene. Leigh è però impegnata sul set di eXistenZ di David Cronenberg e Kubrick la sostituisce con l'attrice svedese Marie Richardson. Nel 1998 ricopre il ruolo di Sally Bowles in Cabaret, di Sam Mendes.
Nel 2001 debutta come regista con il film Anniversary Party con Kevin Kline, Jennifer Beals e Gwyneth Paltrow, da lei anche prodotto, interpretato e scritto in collaborazione con l'attore Alan Cumming. Negli anni successivi recita nei film Era mio padre di Sam Mendes, In the Cut di Jane Campion e L'uomo senza sonno al fianco di Christian Bale. Mentre nel 2007 recita al fianco di Nicole Kidman e Jack Black in Il matrimonio di mia sorella, diretto dal marito Noah Baumbach; l'interpretazione viene premiata al Peniscola Film Festival. Nel 2015 doppia la protagonista del film d'animazione Anomalisa e viene scelta da Quentin Tarantino per il suo The Hateful Eight, ruolo che le vale le candidature al Golden Globe, al BAFTA e all'Oscar come migliore attrice non protagonista.

## Filmografia

### Cinema
- Tod eines Fremden, regia di Reza Badiyi e Uri Massad (1976) – non accreditata
- Gli occhi dello sconosciuto (Eyes of a Stranger), regia di Ken Wiederhorn (1981)
- Obiettivo mortale (Wrong Is Right), regia di Richard Brooks (1982)
- Fuori di testa (Fast Times at Ridgemont High), regia di Amy Heckerling (1982)
- Soldi facili (Easy Money), regia di James Signorelli (1983)
- Bulldozer (Grandview, U.S.A.), regia di Randal Kleiser (1984)
- L'amore e il sangue (Flesh+Blood), regia di Paul Verhoeven (1985)
- Club di uomini (Men's Club), regia di Peter Medak (1986)
- The Hitcher - La lunga strada della paura (The Hitcher), regia di Robert Harmon (1986)
- Non entrate in quella scuola (Under Cover), regia di John Stockwell (1987)
- I delitti della palude (Sister, Sister), regia di Bill Condon (1987)
- Urla di mezzanotte (Heart of Midnight), regia di Matthew Chapman (1988)
- Ultima fermata Brooklyn (Last Exit to Brooklyn), regia di Uli Edel (1989)
- Il grande regista (The Big Picture), regia di Christopher Guest (1989)
- Miami Blues, regia di George Armitage (1990)
- Fuoco assassino (Backdraft), regia di Ron Howard (1991)
- Cuori incrociati (Crooked Hearts), regia di Michael Bortman (1991)
- Effetto allucinante (Rush), regia di Lili Fini Zanuck (1991)
- The Prom, regia di Steven Shainberg (1992)
- Inserzione pericolosa (Single White Female), regia di Barbet Schroeder (1992)
- America oggi (Short Cuts), regia di Robert Altman (1993)
- Mister Hula Hoop (The Hudsucker Proxy), regia di Joel ed Ethan Coen (1994)
- Mrs. Parker e il circolo vizioso (Mrs. Parker and the Vicious Circle), regia di Alan Rudolph (1994)
- Georgia, regia di Ulu Grosbard (1995)
- L'ultima eclissi (Dolores Claiborne), regia di Taylor Hackford (1995)
- Kansas City, regia di Robert Altman (1996)
- Bastard Out of Carolina, regia di Anjelica Huston (1996)
- Segreti (A Thousand Acres), regia di Jocelyn Moorhouse (1997)
- Washington Square - L'ereditiera (Washington Square), regia di Agnieszka Holland (1997)
- eXistenZ, regia di David Cronenberg (1999)
- Il re è vivo (The King Is Alive), regia di Kristian Levring (2000)
- Skipped Parts, regia di Tamra Davis (2000)
- Anniversary Party (The Anniversary Party), regia di Alan Cumming e Jennifer Jason Leigh (2001)
- L'uomo che non c'era (The Man Who Wasn't There), regia di Joel ed Ethan Coen (2001)
- Decisione rapida (The Quickie), regia di Sergej Bodrov (2001)
- Era mio padre (Road to Perdition), regia di Sam Mendes (2002)
- In the Cut, regia di Jane Campion (2003)
- L'uomo senza sonno (El Maquinista), regia di Brad Anderson (2004)
- Palindromes, regia di Todd Solondz (2004)
- Childstar, regia di Don McKellar (2004)
- The Jacket, regia di John Maybury (2005)
- Rag Tale, regia di Mary McGuckian (2005)
- Easter Sunday, regia di Jasmine Kosovic (2005)
- Synecdoche, New York, regia di Charlie Kaufman (2007)
- Lymelife, regia di Derick Martini (2007)
- Il matrimonio di mia sorella (Margot at the Wedding), regia di Noah Baumbach (2007)
- Lo stravagante mondo di Greenberg (Greenberg), regia di Noah Baumbach (2010)
- Jake Squared, regia di Howard Goldberg (2013)
- The Spectacular Now, regia di James Ponsoldt (2013)
- Giovani ribelli - Kill Your Darlings (Kill Your Darlings), regia di John Krokidas (2013)
- The Moment (2013)
- Welcome to Me, regia di Shira Piven (2014)
- The Hateful Eight, regia di Quentin Tarantino (2015)
- Anomalisa, regia di Charlie Kaufman e Duke Johnson (2015)
- Morgan, regia di Luke Scott (2016)
- LBJ, regia di Rob Reiner (2016)
- Good Time, regia di Josh e Benny Safdie (2017)
- Amityville - Il risveglio (Amityville: The Awakening), regia di Franck Khalfoun (2017)
- Annientamento (Annihilation), regia di Alex Garland (2018)
- Cocaine - La vera storia di White Boy Rick (White Boy Rick), regia di Yann Demange (2018)
- Possessor, regia di Brandon Cronenberg (2020)
- La donna alla finestra (The Woman in the Window), regia di Joe Wright (2021)
- Awake, regia di Mark Raso (2021)
- Sharp Stick, regia di Lena Dunham (2022)
- La notte arriva sempre (Night Always Comes), regia di Benjamin Caron (2025)

### Televisione
- Baretta – serie TV, episodio 3x15 (1977)
- In casa Lawrence (Family) – serie TV, episodio 3x17 (1978)
- Disneyland – serie TV, 1 episodio (1978)
- Angel City, regia di Philip Leacock e Steve Carver – film TV (1980)
- Una famiglia americana (The Waltons) – serie TV, episodio 9x06 (1981)
- Trapper John (Trapper John, M.D.) – serie TV, episodio 3x25 (1982)
- Per la prima volta (The First Time) – film TV (1982)
- Sulle orme del dragone (Girls of the White Orchid), regia di Jonathan Kaplan – film TV (1983)
- Strategia di una vendetta (Buried Alive), regia di Frank Darabont – film TV (1990)
- Lettera d'amore (The Love Letter), regia di Dan Curtis – film TV (1998)
- Crossed Over, regia di Bobby Roth – film TV (2002)
- Weeds – serie TV, 16 episodi (2009-2012)
- Revenge – serie TV, 7 episodi (2012)
- Twin Peaks – serie TV, 6 episodi (2017)
- Atypical – serie TV, (2017-2021)
- Patrick Melrose – miniserie TV, 5 puntate (2018)
- The Affair - Una relazione pericolosa (The Affair) – serie TV, episodi 5x05-5x08 (2019)
- La storia di Lisey (Lisey’s Story), regia di Pablo Larraín – miniserie TV, 8 episodi (2021)
- Hunters – serie TV, 6 episodi (2023)
- Fargo – serie TV, 9 episodi (2023-2024)

### Videoclip
- Last cup of sorrow  - Faith No More (1997, regia di Joseph Kahn)

## Riconoscimenti
- Premio Oscar
  - Candidatura per la migliore attrice non protagonista per The Hateful Eight (2016)

- Golden Globe
  - Candidatura per la migliore attrice in un film drammatico per Mrs. Parker e il circolo vizioso (1995)
  - Candidatura per la migliore attrice non protagonista per The Hateful Eight (2016)
  - Golden Globe speciale per il miglior cast artistico per America Oggi (1994)

- BAFTA
  - Candidatura per la migliore attrice non protagonista per The Hateful Eight (2016)

- Festival di Cannes
  - Candidatura Premio Un Certain Regard per Anniversary Party (2001)

- Festival di Venezia
  - Coppa Volpi speciale al cast artistico per America Oggi (1994)

- Independent Spirit Award
  - Candidatura per la migliore attrice protagonista per Mrs. Parker e il circolo vizioso (1995)
  - Candidatura per la migliore attrice protagonista per Georgia (1996)
  - Candidatura per la migliore sceneggiatura per Anniversary Party (2001)
  - Candidatura per il migliore film d'esordio per Anniversary Party (2001)
  - Candidatura per la migliore attrice non protagonista per Il matrimonio di mia sorella (2008)
  - Robert Altman Award per Synecdoche, New York (2009)
  - Candidatura per la migliore attrice non protagonista per Anomalisa (2016)

- National Board of Review Award
  - Miglior attrice non protagonista per The Hateful Eight (2015)

## Doppiatrici italiane
Nelle versioni in italiano delle opere in cui ha recitato, Jennifer Jason Leigh è stata doppiata da:
- Chiara Colizzi in eXistenZ, The Spectacular Now, Fargo, The Hateful Eight, Atypical, Hunters
- Stella Musy in Segreti, Washington Square - L'ereditiera, Il matrimonio di mia sorella, Twin Peaks, La storia di Lisey
- Roberta Greganti in Miami Blues, Mrs. Parker e il circolo vizioso, Lo stravagante mondo di Greenberg, Annientamento
- Claudia Razzi in Era mio padre, Revenge (ep. 2x02-2x07), Morgan, La donna alla finestra
- Cristina Boraschi in Fuoco assassino, Georgia, Awake
- Franca D'Amato in L'ultima eclissi, Kansas City, Giovani ribelli - Kill Your Darlings
- Eleonora De Angelis in Il grande regista, Inserzione pericolosa
- Antonella Rinaldi in America oggi, Mister Hula Hoop
- Antonella Baldini in In the Cut, L'uomo senza sonno
- Francesca Fiorentini in The Jacket, Patrick Melrose
- Ilaria Stagni in Weeds, Revenge (ep. 2x01)
- Stefanella Marrama in Fuori di testa
- Isabella Pasanisi in Bulldozer
- Silvia Tognoloni in The Hitcher - La lunga strada della paura
- Laura Boccanera in Ultima fermata Brooklyn
- Valeria Falcinelli in Strategia di una vendetta
- Loredana Nicosia in Effetto allucinante
- Barbara De Bortoli in Il re è vivo
- Claudia Catani in Anniversary Party
- Anna Cesareni in Crossed Over
- Emanuela D'Amico in Childstar
- Giò Giò Rapattoni in Synecdoche, New York
- Barbara Castracane in The Affair - Una relazione pericolosa
- Daniela Abbruzzese in Good Time
- Emanuela Rossi in Amityville - Il risveglio
- Laura Romano in Cocaine - La vera storia di White Boy Rick
- Alessandra Eleonori in Possessor
- Tiziana Avarista ne La notte arriva sempre

Da doppiatrice è sostituita da:
- Claudia Razzi in Anomalisa